# スタートレック ジェネレーションズ
『スタートレック ジェネレーションズ』（Star Trek Generations）は、 1994年のアメリカのSF映画。『スタートレック』の劇場版第7作目で、『新スタートレック』の登場人物が出演する劇場版としては第1作となる。監督はデヴィッド・カーソン。劇場公開時の邦題は『ジェネレーションズ STAR TREK』
『宇宙大作戦』（TOS）と『新スタートレック』（TNG）、新旧2世代の登場人物が共演を果たし、シリーズで重要なキャラクターが死亡するという衝撃的な展開で話題を集めた作品。興行収入1億ドルを超える大ヒットとなった。

## あらすじ
2293年、U.S.S.エンタープライズBの進宙式に招待された先代エンタープライズの元船長ジェームズ・T・カークらは、そのまま試験航海に同行した。救難信号を受けたエンタープライズBはリボン状のエネルギーの渦に巻き込まれている難民輸送船から数十人の難民を助け出す。その中に、輸送船へ戻りたがるソランや、のちにU.S.S.エンタープライズDに乗り組むことになるガイナンがいた。その際、エンタープライズBもエネルギー・リボンに捕らわれた。カークはブリッジを離れて船を脱出させるためにデフレクター盤を起動したが、船の脱出時にカークの居たデッキにエネルギー・リボンが直撃し、そのまま消息を絶つ。
その78年後。ウォーフの昇進祝いの日に救難信号を受けたU.S.S.エンタープライズDが、攻撃を受けた観測基地へ向かう。唯一の生存者がソランだった。彼はエネルギー・リボンの中にある世界「ネクサス」での体験が忘れられず、ネクサスに戻るために恐るべき計画を実行に移そうとする。

## 登場人物

### ゲストキャラクター
ジョン・ハリマン
エンタープライズBの艦長。
トリアン・ソラン
エル・オーリア人。元難民の科学者。
ルーサ/ベトール
TVシリーズに何度か登場するクリンゴン人の姉妹。TVシリーズの登場人物であるデュラスの妹たちであることからデュラス姉妹とも。

## キャスト
| 役名                       | テレビ版での役名 （日本） | 俳優                     | 日本語版                                              | 日本語版         |
| 役名                       | テレビ版での役名 （日本） | 俳優                     | VHS・旧DVD版                                          | 新DVD・BD版      |
| -------------------------- | ------------------------- | ------------------------ | ----------------------------------------------------- | ---------------- |
| ジャン＝リュック・ピカード |                           | パトリック・スチュワート | 麦人                                                  | 麦人             |
| ウィリアム・T・ライカー    |                           | ジョナサン・フレイクス   | 大塚明夫                                              | 大塚明夫         |
| データ                     |                           | ブレント・スパイナー     | 大塚芳忠                                              | 大塚芳忠         |
| ジョーディ・ラ＝フォージ   |                           | レヴァー・バートン       | 星野充昭                                              | 星野充昭         |
| ウォーフ                   |                           | マイケル・ドーン         | 銀河万丈                                              | 銀河万丈         |
| ビバリー・クラッシャー     |                           | ゲイツ・マクファーデン   | 一城みゆ希                                            | 一城みゆ希       |
| ディアナ・トロイ           |                           | マリーナ・サーティス     | 高島雅羅                                              | 高島雅羅         |
| ガイナン                   |                           | ウーピー・ゴールドバーグ | 東美江                                                | 東美江           |
| トリアン・ソラン           |                           | マルコム・マクダウェル   | 牛山茂                                                | 牛山茂           |
| ルーサ                     |                           | バーバラ・マーチ         | 磯辺万沙子                                            | 磯辺万沙子       |
| ベトール                   |                           | グウィニス・ウォルシュ   | 田中敦子                                              | 藤生聖子         |
| ジョン・ハリマン           |                           | アラン・ラック           | 田中正彦                                              |                  |
| モンゴメリー・スコット     | チャーリー                | ジェームズ・ドゥーアン   | 藤本譲                                                | 小林修           |
| パベル・チェコフ           | チェコフ                  | ウォルター・ケーニッグ   | 辻親八                                                | 樫井笙人         |
| ジェームズ・T・カーク      | カーク船長                | ウィリアム・シャトナー   | 矢島正明                                              | 矢島正明         |
| その他声の出演             | その他声の出演            | その他声の出演           | 宝亀克寿 根谷美智子 大川透 松本大 安井邦彦 菊池いづみ |                  |
| 日本語版制作スタッフ       |                           |                          |                                                       |                  |
| 演出                       | 演出                      | 演出                     | 高橋剛                                                | 佐藤敏夫         |
| 翻訳                       | 翻訳                      | 戸田奈津子（字幕翻訳）   | 荒木小織                                              | 荒木小織         |
| 制作                       | 制作                      | 制作                     | ビデオテック                                          | スタジオ・エコー |

## 豆知識
- 当初はスポックやマッコイらオリジナルシリーズのレギュラー陣全員が出演するはずだったが、レナード・ニモイとデフォレスト・ケリーは『スタートレックVI』でファンへのお別れは済んでいるとして辞退。スポックとマッコイのセリフはそれぞれ、スコッティとチェコフ向けに書き換えられた。スールーとウフーラが登場しなかった理由は不明である。ノヴェライズ版では、ウフーラはエンタープライズAの廃艦前夜にカークと会話するシーンがあり、スールーについては、自身の指揮しているエクセルシオールでの緊急事態用の訓練中に、チェコフからカーク殉職の知らせを受け取る場面があった。
- 前述した通りスールーは登場しないが、彼の娘であるデモラ・スールー（演：ジャクリーン・キム）がエンタープライズBの乗組員として前半部に登場する。日本語版では父ヒカルと同じく苗字はカトーとされている。
- ノヴェライズ版ではエンタープライズB就航前にカークとスコッティとチェコフがスカイダイビングを行うシーンがあり、実際に撮影も行われている。しかし、これらのシーンを上手く映画の冒頭に組み込めなかったためにお蔵入りとなっている。ノベライズ巻頭にある写真はこのシーンを抜粋したものである。
- スコッティは本作製作以前にテレビ放送されたTNG『Relics（エンタープライズの面影）』で、転送装置のバファーから75年間ぶりに生還する。その時のセリフからすると、スコッティが「消えた」時点でカークはまだ無事だったことになり、本作と矛盾するが、公式サイトでは「バファーから生還した際のスコッティは意識が朦朧としていた」と説明している。
- 劇中でカークが乗る馬は、ウィリアム・シャトナー自身の持ち馬。シャトナーは熱心な乗馬の愛好者で『スタートレックV』でも、その腕前の一端を見せている。
- 『スタートレック:ヴォイジャー』でトゥヴォック（バルカン人）を演じたティム・ラスが、本作ではエンタープライズBのクルー（地球人）を演じている。なお、トゥヴォックはこの時代に艦隊士官として勤務しており、クリンゴン本星の衛星プラクシスが爆発した時（劇場版第6作『スタートレックVI 未知の世界』）にはU.S.S.エクセルシオールに乗り組んでいた（VOY第44話「Flashback（伝説のミスター・カトー）」）。
- ウィリアム・シャトナーによる後日談の小説シリーズがある。